# Paolo Rossi (politico 1958)
Paolo Rossi (Varese, 4 gennaio 1958) è un giornalista e politico italiano.